# شلیک (فیلم ۱۹۷۱)
 شلیک  (به انگلیسی: Shoot Out) یک فیلم وسترن آمریکایی است به کارگردانی هنری هاتاوی و با بازی گریگوری پک. این فیلم از رمان ۱۹۳۰ ویل جیمز به نام گاوچران تنها اقتباس شده‌است. این فیلم ۶۵مین فیلم هاتاوی و فیلم یکی مانده به آخر اوست. تهیه‌کننده، کارگردان و نویسنده این فیلم در فیلم برنده اسکار شجاعت واقعی تجربه همکاری با یکدیگر را داشته‌اند. 

## بازیگران
- گریگوری پک در نقش کلی لومکس
- پت کوئین در نقش جولیانا فارل
- رابرت اف. لاینز در نقش بابی جی جونز
- سوزان تایرل در نقش آلما
- جف کوری در نقش تروپر
- جیمز گرگوری در نقش سم فولی
- ریتا گم در نقش اما
- داون لین در نقش دکی اورتگا
- پپه سرنا در نقش پپه
- جان دیویس چندلر در نقش اسکیتر
- پائول فیکس در نقش بریکمن
- آرتور هانیکات در نقش هومر پیج
- نیکولاس بووی در نقش داچ